# Палацоло (Фиренца)
Палацоло је насеље у Италији у округу Фиренца, региону Тоскана.
Према процени из 2011. у насељу је живело 401 становника. Насеље се налази на надморској висини од 177 м.